# Evert Sickens van Veen
Evert Sickens van Veen (Hijkersmilde, 4 oktober 1902 – Winterswijk, 3 mei 1976) was een Nederlands politicus van de CHU.
Hij werd geboren als zoon van Jan van Veen (1855-1917; landbouwer) en Matje Prins (1867-1943). Hij zat op het gymnasium maar had gezondheidsproblemen  en verliet voortijdig die opleiding om in Zwitserland een kuur te volgen. Na later nog enige tijd in Frankrijk in de agrarische sector werkzaam te zijn geweest, kwam hij in 1926 terug naar Nederland. Hij werd volontair bij de gemeente Schoonebeek en midden 1930 volgde zijn benoeming tot ambtenaar ter secretarie bij de gemeente Stad Hardenberg. Twee jaar later maakte hij de overstap naar de gemeente Gramsbergen waar hij het bracht tot eerste ambtenaar. Eind 1937 werd Van Veen benoemd tot burgemeester van Nijeveen. In september 1943 ging hij met ziekteverlof waarbij de Meppelse burgemeester Geert Wisman tevens waarnemend burgemeester van Nijeveen werd. Begin 1944 volgde ontslag voor Van Veen maar later keerde hij terug als burgemeester van Nijeveen. Bovendien was hij eind 1945 enkele maanden waarnemend burgemeester van van Ruinerwold. In 1946 werd hij benoemd tot burgemeester van Aalten. Van Veen ging daar in november 1967 met pensioen en overleed in 1976 op 73-jarige leeftijd. 